# Thomas Dekker (wielrenner)

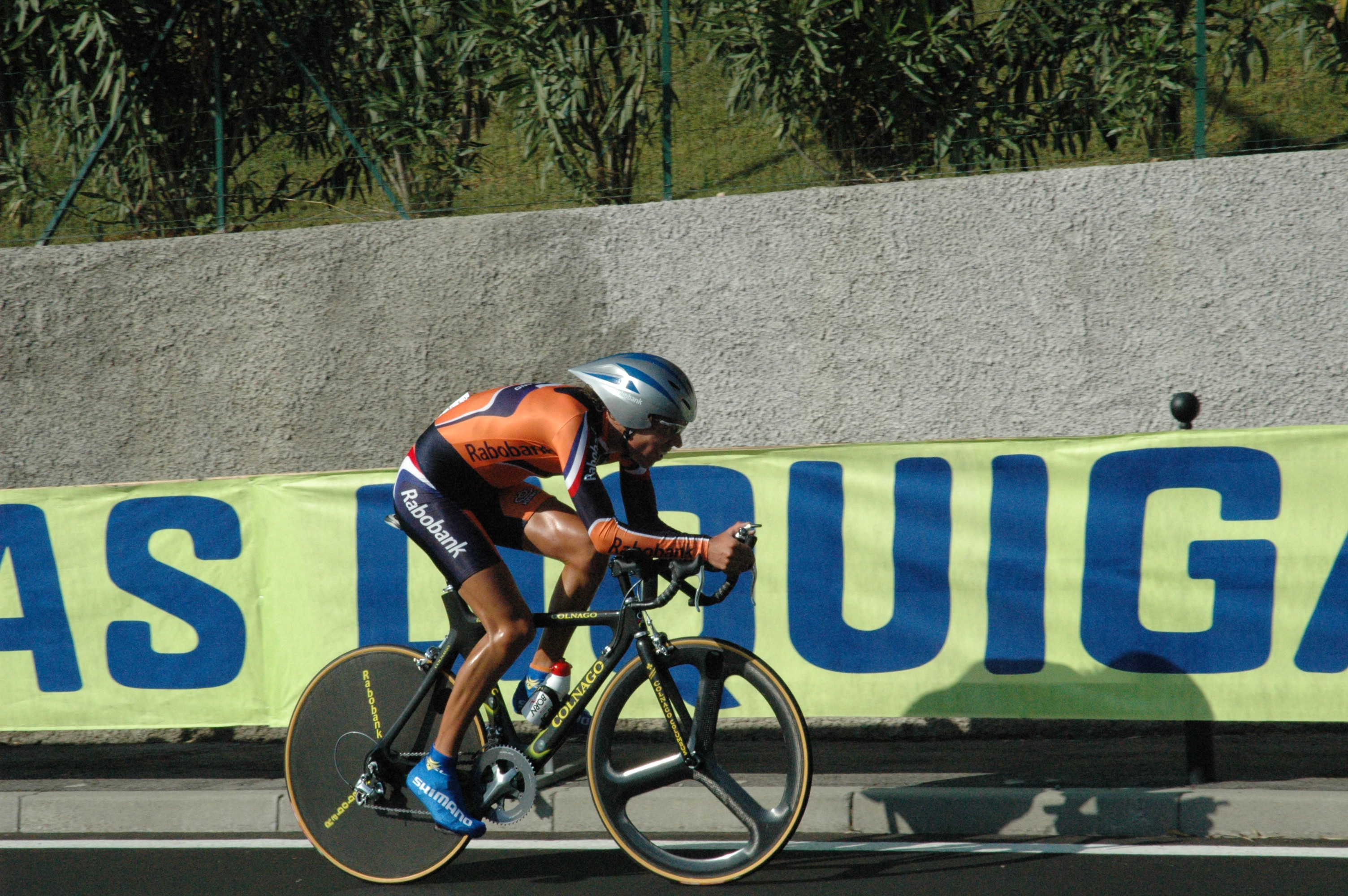
Thomas Dekker tijdens het WK tijdrijden 2004 in de buurt van Verona.

Thomas Dekker (Dirkshorn, 6 september 1984) is een Nederlands voormalig wielrenner. Hij werd in 2005 prof. In 2009 bleek dat er in 2007 epo in zijn lichaam was aangetroffen en hij gaf toe doping te hebben gebruikt. Als gevolg hiervan werd hij geschorst tot 1 juli 2011. Dekker keerde daarna terug in het wielrennen, maar kwam niet meer op zijn oude niveau. In maart 2015 beëindigde hij zijn profloopbaan.

## Biografie

### Vroege jaren
In de beloftencategorie werd Dekker in 2004 tweede op het wereldkampioenschap wielrennen tijdens de wegrit en de tijdrit. Een jaar eerder was hij in de wegwedstrijd bij de beloften al derde. Verder werd hij eerste in het eindklassement van de Ronde van Romandië, van Le Triptyque des Monts et Châteaux - Frasnes (beloften), van de Ronde van Thüringen (beloften) en van Olympia's Tour. Ook zegevierde hij, samen met Koen de Kort, in de GP Eddy Merckx en werd hij Nederlands kampioen tijdrijden. In 2004 reed hij ook de tijdrit op de Olympische Spelen van Athene. Hij werd 21e.

### Profwielrenner
In 2005 werd Dekker een professioneel wielrenner. Hij eindigde tweede in zowel de GP Rudy Dhaenens als het Internationaal Wegcriterium. In de laatste koers won hij ook nog de bergetappe. Hij reed de Ronde van Italië, maar kwam niet tot aansprekende resultaten. In de eindklassering bezette hij de 75e plaats. Hij verlengde zijn Nederlandse titel tijdrijden.
Omdat Dekker zag dat er meer nodig was om bij de absolute top te komen, werd hij begin 2006 klant van de dopingarts Eufemiano Fuentes. Volgens Dekker bracht zijn manager Jacques Hanegraaf hem in contact met Fuentes (wat door Hanegraaf ontkend wordt). Dekker krijgt nummer 24 en de codenaam Clasicomano (Luigi). Op 4 maart 2006, de zaterdag voor de meerdaagse koers Tirreno-Adriatico, kreeg hij de eerste zak bloeddoping toegediend. Hij won deze koers als derde Nederlander na Joop Zoetemelk (1985) en Erik Dekker (2002).
Na een goed voorjaar zou hij aanvankelijk zijn debuut maken in de Ronde van Frankrijk van 2006, maar een virus gooide roet in het eten. Na zijn loopbaan gaf Dekker toe dat hij bloedarmoede had, wat waarschijnlijk te maken had met het feit dat hij drie bloedzakken had afgegeven en dat hij stress had na de arrestatie van Fuentes in mei 2006.
Sinds 2007 maakt Dekker deel uit van de rennersraad van de belangenorganisatie voor beroepswielrenners, de CPA. Hij won dat jaar, na een epo-kuur, ook de Ronde van Romandië, als eerste Nederlander sinds twintig jaar en als de jongste renner van de laatste veertig jaar. Zowel bergop als (vooral) in de tijdrit blonk Dekker uit. Op 21 juni bewees TD, zoals Dekker ook wel wordt genoemd, dat hij klaar was voor de Tour de France door de zesde etappe van de Ronde van Zwitserland te winnen. Voor deze ronde had Dekker wederom epo gebruikt.

### Ronde van Frankrijk
In juli 2007 maakte Thomas Dekker bekend dat hij voor twee jaar had bijgetekend bij de Rabobankploeg. Hij debuteerde in de Ronde van Frankrijk 2007 met een 35e plaats in het eindklassement. Dekker zette tijdens de Tour acht keer een spuit Dynepo van 2000 eenheden en kreeg om de dag cortisonen toegediend onder een vals attest. Hij maakte grote indruk door zijn kopwerk voor Michael Rasmussen. In de laatste etappe van de Deen, de bergetappe naar de Aubisque, beleefde Dekker zijn beste dag ooit. Een paar dagen nadat de Deen uit de Tour was gezet reed Dekker desondanks een sterke tijdrit, waarin hij elfde werd. Wel klaagde Dekker tijdens de Tour over zijn heup. Naar aanleiding van deze klachten nam hij geen deel aan het nationaal kampioenschap tijdrijden.

### Laatste periode bij Rabobank
In de Drei-Länder-Tour, won Dekker, ondanks pijn aan zijn heup, twee etappes, waaronder de tijdrit met een gemiddelde van 50,12 km/u over een afstand van 23,6 km, en het eindklassement. Op 30 september startte Thomas Dekker op het wereldkampioenschap in Stuttgart. Hij deed mee in de finale en reed uiteindelijk als 11de over de meet, op 8 seconden van de winnaar Paolo Bettini en net voor zijn afscheidnemende vriend en landgenoot Michael Boogerd. Samen hadden ze voordien de voorraad Dynepo van Boogerd opgemaakt. Gebruikmakend van zijn goede vorm reed Thomas Dekker nog enkele Italiaanse najaarsklassiekers waaronder de Ronde van Lombardije waar hij 8ste werd en mede de wedstrijd maakte. In het eindklassement van de Protour 2007 werd Thomas Dekker 18de.
Vanaf december 2007 is Thomas Dekker klant bij de Oostenrijkse dopinghandelaar Stefan Matschiner, bij wie ook Michael Boogerd klant was. Op 23 december geeft hij twee bloedzakken af en krijgt hij twee spuiten Dynepo toegediend. De volgende ochtend krijgt Dekker een dopingcontrole, die hem later in de problemen zal brengen.
Dekker reed een sterk voorjaar in 2008 met ereplaatsen in de Ronde van Castilië en León (3e) met Dynepo, Ronde van Baskenland (3e) met een zelf toegediende zak bloed, de voorjaarsklassiekers Amstel Gold Race (5e), Waalse Pijl (5e) en Luik-Bastenaken-Luik (6e) na een zak bloed toegediend te hebben gekregen, maar tot een overwinning kwam het nog niet. Het verdedigen van zijn titel in de Ronde van Romandië mislukte ondanks een tweede plaats in de klimtijdrit in Sion; Dekker stapte in de slotrit gedesillusioneerd en vermoeid af, tot ongenoegen van het management van de ploeg.

### Uit vorm en afwijkende bloedwaardes
Na het voorseizoen maakte Dekker zijn heroptreden in de Ronde van Zwitserland, maar daar bleek dat hij totaal uit vorm was. Een griepje, vlak voor de Ronde van Zwitserland, zou voor een behoorlijke conditie-achterstand hebben gezorgd. Dekker werd vervolgens niet opgenomen in de ploeg voor de Ronde van Frankrijk 2008. Ook speelde mee dat hij door de UCI in de gaten werd gehouden in verband met afwijkende waarden in zijn bloedpaspoort. Eind juli 2008 maakte de UCI bekend dat er voor de Ronde van Zwitserland een afwijking in de bloedwaarden bij Dekker was vastgesteld. Afwijkende bloedwaarden kunnen een indicatie zijn voor dopinggebruik. In een afspraak met de UCI zegt een vertegenwoordiger dat het 99,9% zeker is dat Dekker doping gebruikt, maar dat ze hem juridisch niet kunnen tegenhouden te koersen. Naar de buitenwereld doet Dekker het voorkomen dat de UCI hem geen strobreed in de weg legt.
Een maand na de Tour besloot Dekker af te zeggen voor de Olympische Zomerspelen 2008, waar hij zou uitkomen in de wegwedstrijd en in de tijdrit. Op 14 augustus 2008 gingen Dekker en Rabobank per direct uit elkaar. Aan de vooravond van het WK maakte Dekker bekend een tweejarig contract te hebben getekend bij de Belgische wielerploeg Silence-Lotto. Naar eigen zeggen gebruikte Dekker geen epo meer, alleen cortisonen.

### Positieve test en schorsing
Op 1 juli 2009 maakte zijn ploeg Silence-Lotto bekend dat bij herbeoordeling van bloedstalen uit eind 2007, toen Dekker nog voor Rabobank reed, epo bij hem gevonden was. Verbeterde onderzoeksmethodes toonden de aanwezigheid van epo in zijn urine pas in mei 2009 aan. Zijn ploeg stelde hem per direct op non-actief waardoor hij de Ronde van Frankrijk, die drie dagen later van start ging, misliep.
De contra-expertise leverde opnieuw een positieve uitslag op, zo maakte zijn advocaat Hans van Oijen op 30 september bekend. Dezelfde dag nog gaf Dekker aan zich neer te leggen bij de uitslag, en in een persconferentie een dag later gaf hij toe in 2007 eenmalig doping te hebben gebruikt. Hij verklaarde dat het vooral een mentale kwestie was - door een heupblessure werd hij steeds teruggeslagen, waardoor hij in een dal geraakte, aldus de renner. Medio 2010 verklaarde hij in een interview dat het dopinggebruik niet eenmalig was. Daarbij gaf hij aan dat hij reeds vanaf eind 2007 met doping was begonnen toen hij last had van een blessure en daarmee in de zomer van 2008 stopte. Hij werd na de eerste positieve test door zijn team Silence-Lotto per direct geschorst en, na de bekendmaking van de uitslag van de contra-expertise, ontslagen. Naast een door de UCI opgelegde schorsing van twee jaar (die op 1 juli 2011 afliep) werden eveneens alle na 24 december 2007 behaalde sportresultaten ongeldig verklaard. Een verdacht bloedpaspoort uit 2008, dat de aanleiding voor een herbeoordeling van zijn bloedstalen gaf, diende hierbij als "definitief bewijs" (beslissing per 3 maart 2010).

### Na zijn schorsing
Op 6 juli 2011 reed Thomas Dekker zijn eerste kermiskoers. Daarna reed hij de criteriums van Stiphout, Chaam, Wateringen, Lommel (B) en Heerlen. Op 1 augustus 2011 maakte Thomas Dekker bekend dat hij de rest van het seizoen voor het Chipotle Development Team gaat rijden. Via deze opleidingsploeg van Garmin-Cervelo, hoopte hij in 2012 terug te keren in het World-Tour-peloton. Op 17 november 2011 tekende Dekker uiteindelijk een contract voor 2012 bij Team Garmin-Barracuda. In de Ronde van de Sarthe boekte hij zijn eerste individuele overwinning sinds zijn comeback door het peloton voor te blijven in de vijfde etappe. In augustus 2012 stond hij aan de start van de Ronde van Spanje, zijn eerste grote ronde sinds 2007.

### Werelduurrecord
Op 25 februari 2015 deed hij in het Mexicaanse Aguascalientes een aanval op het werelduurrecord. Met 52,250 km kwam hij te kort om het wereldrecord van 52,491 te verbeteren. De poging daartoe bleek Dekkers laatste activiteit in het profwielrennen, want een kleine maand later beëindigde hij zijn carrière.

### Leven na de sport
Dekker is, na gestopt te zijn als profwielrenner, regelmatig bij de NOS te horen als wieleranalist. In 2016 nam hij deel aan het zeventiende seizoen van het RTL 5-programma Expeditie Robinson, waar hij derde werd in de finale. In het voorjaar van 2022 was Dekker na zes jaar te zien in het speciale seizoen Expeditie Robinson: All Stars waarin oud (halve)finalisten de strijd met elkaar gaan om de ultieme Robinson te worden. Hij viel ditmaal als negende af en eindigde daarmee op de achtste plaats. In 2024 deed Dekker mee aan het televisieprogramma Make Up Your Mind.

### Bestseller 60
| Boeken met noteringen in de Nederlandse Bestseller 60 | Jaar van verschijnen | Datum van binnenkomst | Hoogste positie | Aantal weken | Opmerkingen |
| ----------------------------------------------------- | -------------------- | --------------------- | --------------- | ------------ | ----------- |
| Schoon genoeg                                         | 2011                 | 29-06-2011            | 18              | 7            |             |
| Koersen op geluk                                      | 2022                 | 02-11-2022            | 9               | 6            |             |

## Trivia
- In 2015/2016 deed Dekker mee aan het winterseizoen van De Slimste Mens.
- In 2016 was hij deelnemer aan Expeditie Robinson.
- In 2022 was hij deelnemer aan Expeditie Robinson: All Stars.

## Palmares
Overwinningen en ereplaatsen
2003
1e etappe Boucles de la Mayenne
 Nederlands kampioen op de weg, Beloften
 Nederlands kampioen individuele tijdrit op de weg, Beloften
1e etappe Ster Elektrotoer
3e etappe Ster Elektrotoer
2004
Proloog Olympia's Tour
5e etappe Olympia's Tour
Eindklassement Olympia's Tour
Eindklassement Ronde van Normandië
Nederlands kampioen individuele tijdrit op de weg, Elite
GP Eddy Merckx met Koen de Kort
1e etappe Ronde van de Toekomst
2e etappe deel A Le Triptyque des Monts et Châteaux-Frasnes (U23)
Eindklassement Le Triptyque des Monts et Châteaux - Frasnes (U23)
2e etappe OZ Wielerweekend
Proloog Boucles de la Mayenne
2e etappe Ronde van de Pyreneeën
2e etappe Ronde van Rijnland-Palts
Ronde van Thüringen (U23)
2005
 Nederlands kampioen individuele tijdrit op de weg, Elite
2e etappe Internationaal Wegcriterium (2e in eindklassement)
7e etappe deel B (ind. tijdrit) Ronde van Polen (3e in eindklassement)
GP Stad Zottegem
4e in de Eneco Tour
2006
Eindklassement Tirreno-Adriatico
2007
Eindklassement en 2e en 4e etappe Drei-Länder-Tour
Trofeo Pollença
5e etappe (ind. tijdrit) Ronde van Romandië
Eindklassement Ronde van Romandië
Puntenklassement Ronde van Romandië
6e etappe Ronde van Zwitserland
5e in Eneco Tour
8e in de Ronde van Lombardije
2008
Puntenklassement Ronde van Castilië en León
3e in Ronde van Baskenland
5e in Amstel Gold Race
5e in de Waalse Pijl
6e in Luik-Bastenaken-Luik
2009
4e Eindklassement Ronde van België
2011
Duo Normand (met Johan Vansummeren)
2012
2e etappe Ronde van Qatar (Ploegentijdrit)
5e etappe Ronde van de Sarthe

## Resultaten in voornaamste wedstrijden
| Jaar | Ronde van Italië | Ronde van Frankrijk | Ronde van Spanje |
| ---- | ---------------- | ------------------- | ---------------- |
| 2005 | 75e              |                     |                  |
| 2006 |                  |                     |                  |
| 2007 |                  | 35e                 |                  |
| 2008 |                  |                     |                  |
| 2009 |                  |                     |                  |
| 2012 |                  |                     | 149e             |
| 2013 | 136e             |                     |                  |
| 2014 | opgave           |                     |                  |

| Jaar | Milaan-San Remo | Amstel Gold Race | Luik-Bast.‑Luik | Ronde van Lombardije | Clásica San Sebastián | Waalse Pijl |  | WK op de weg |  | Wereldranglijsten |
| ---- | --------------- | ---------------- | --------------- | -------------------- | --------------------- | ----------- |  | ------------ |  | ----------------- |
| 2005 |                 | 33e              |                 | 34e                  | 74e                   | 112e        |  | 15e          |  | 35e (UPT)         |
| 2006 | 86e             | 19e              | 20e             |                      |                       | 39e         |  |              |  | 44e (UPT)         |
| 2007 |                 | 12e              | 34e             | 8e                   |                       | 75e         |  | 11e          |  | 18e (UPT)         |
| 2008 |                 | -5e              | -6e             |                      |                       | -5e         |  |              |  |                   |
| 2009 | -134e           | -30e             | -17e            |                      |                       | -124e       |  |              |  |                   |
| 2012 |                 | 18e              | opgave          |                      |                       | 71e         |  |              |  |                   |
| 2013 |                 | 86e              | 107e            |                      |                       | opgave      |  |              |  |                   |
| 2014 |                 | opgave           | opgave          | opgave               |                       | opgave      |  |              |  |                   |